# ワイヤーハーネス

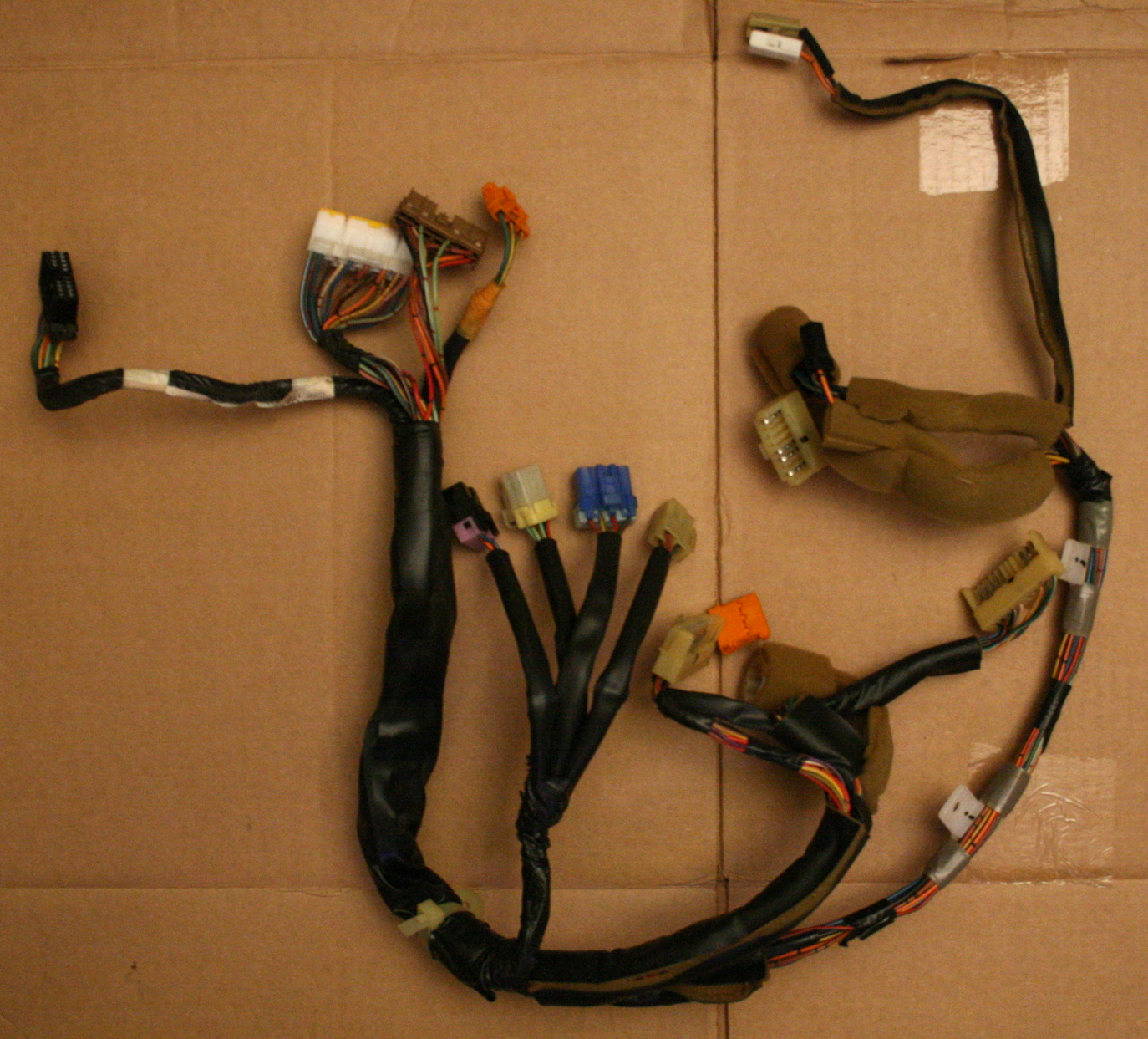
ワイヤーハーネス

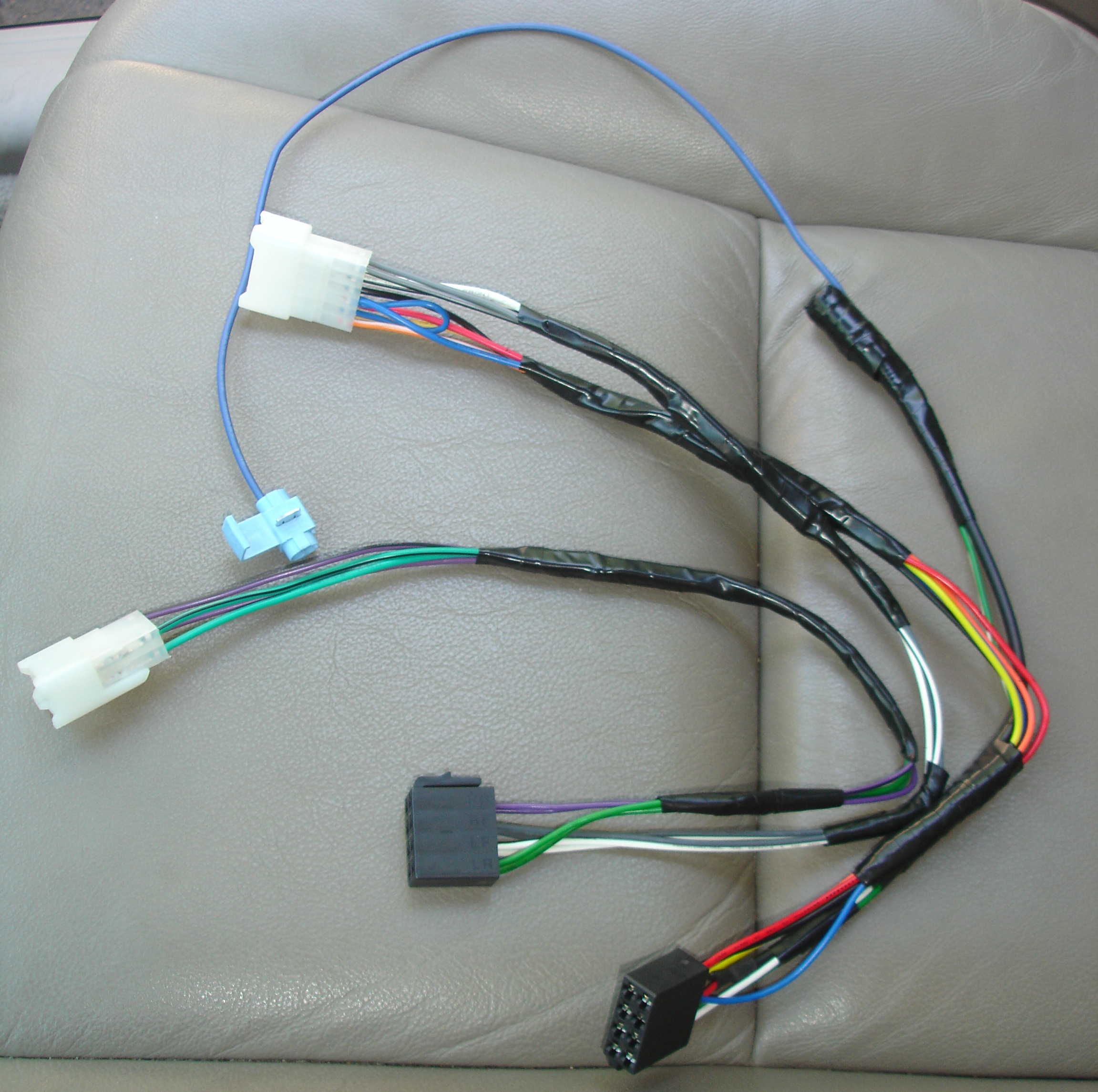
ワイヤーハーネスのコネクタ、電線

ワイヤーハーネス（英: Wire Harness）あるいはケーブルハーネス（英: Cable Harness）は、電源供給や信号通信に用いられる複数の電線を束にして集合部品(ASSY)としたものである。自動車の車内配線など、多くの電気配線を必要とする多様な機械装置で用いられている。

## 概要
ワイヤーハーネスは、狭義には複数の電線を結束帯やチューブ、粘着テープなどでまとめ、端部に複数の電線を一度に接続できる多芯コネクタを取り付けた物で、組み込まれる機械に固定するフックなどを備える場合も多い。まとめられていない電線の束にくらべると、機械の組立工程を簡略化できるだけでなく、電線の束が占める空間を小さくしたり、振動による擦れ合いを小さくできる。電線の被覆や保護具に難燃性の素材を用いることで火災時に延焼する危険性を低減できる。
広義のワイヤーハーネスは特に自動車を除く用途において、汎用ケーブルでは長さ・機能・コストなどに不都合があると考えられるときに特定用途に対して製作される多芯ケーブル、まとめられていない電線を指すこともある。
産業機械、配電盤、各種製造装置用途では、コネクタ、電線、端子類にマークチューブ、ラベル類で名前をつけて設置作業現場での誤配線を防止するとともに、メンテナンス作業を効率化している。
多種多様で自動化による生産に不向きなため、手作業で生産されている。

## 構成部品

### 電線
使用する電線には、電流や周波数特性といった必要な電気特性が求められ、周囲への電磁気的なリーク防止や電線同士や周囲への短絡の危険性も最小限にする必要がある。
一般的には、銅合金製の複数素線に耐摩耗性が高い絶縁体を被覆している。このような電線被覆材料には、一般的にポリ塩化ビニルが使われているが、電気・電子機器ではRoHSで指定される物質を含まないもの、自動車ではELV指令により前記に加えてハロゲンを含有しない被覆を用いる様になっている。
- 通電電流、印加電圧に対して電線の太さが決定される。日本の自動車向けではJASOに準じたサイズが主流である。
- 素線構成は、一般構成のものの他に、屈曲耐久性能に優れた構成のものがある。
- エンジンルーム等の高熱部分には、耐熱性能に優れた被覆を用いる。
- 微弱電流の回路など外来ノイズの影響を受けやすい線路には、シールドまたはツイストペアあるいはその両方が施されることが一般的である。
- 電線色は、主にメーカーの生産性で決定されることが多いが、日本自動車工業会でガイドライン指示されているものもある。接地回路では白地に黒ストライプが主流である。

また、自動車や航空機のような搭載電子機器の増加に合わせて必要な信号線の数が増えたため、デジタル信号による多重化された信号をわずかな本数の光ファイバー線で送るようになると、ワイヤーハーネス内の電線も少なくなる傾向がある。光ファイバー線を電線とは別に配線する場合や、電線と同様に光ファイバー線もワイヤーハーネス内に含む場合がある（詳細は、フライ・バイ・ワイヤの項を参照のこと）。

### コネクタ
各電線の両端にあって適切な回路へ電気を伝えると同時に固定する接続部である。電線と同様に適切な電気特性や安全性などがもとめられる。
コネクタはハウジング内に接続端子を持ち、組み立て時には信号や電力を誤接続しないような形状を備え、また、容易に接続が可能で接続後は振動等では容易に外れず長期間安定的に接続が維持され、修理などの必要に応じて容易に外せることが求められる。コネクタは初めに電線に接続端子が付けられ、その後、接続端子がハウジングに収納されることが一般的である。

### 成形・保護具
コルゲートチューブや樹脂テープなどによって主な電線の束である幹線電線を束ね、プロテクターなどで保護する。幹線電線から個別の電線が分岐する分岐部では、結束を保つために熱可塑性樹脂などで固定される。

### 固定具
筐体などに固定するためにグロメットやクランプ、クリップと言った固定具が組み込まれることが多い。固定具と保護具は相互に兼ねることがある。

### その他
1対1の接続だけ行う配線の他に、3ヶ所以上の機器の端子間を電線で接続したい場合があり、多数の電線を束ねるワイヤーハーネスでは、その途中に中間接続部を設けて複数の電線を相互に接続するジャンクション・ボックス（Junction Box; JB）を持つものがある。ジャンクション・ボックスは電線同士を接続するため内部に接続端子に電線、またはプリント基板やバスバーなどを収めており、また一部のものは、ヒューズやリレー、サーキットブレーカーまで収めている。半導体素子などの電子回路を含むものはA-JB(Active Junction Box) と呼ばれる。

## カルテル
メーカーや車種ごとに専門性が高くなる傾向があり、過去には特定の事業者による大規模なカルテルが結ばれたケースもあった。アメリカ合衆国におけるカルテル（反トラスト法違反）の罰金額の最高事例は、自動車用ワイヤーハーネスをめぐるカルテルであり、2011年、日本の矢崎総業とデンソーに対して計5億4800万ドルの支払いが命じられたものである。